# گفنی (کارولینای جنوبی)
گفنی(به انگلیسی: Gaffney) شهری در ایالت کارولینای جنوبی کشور ایالات متحده آمریکا است که جمعیت آن در سرشماری سال ۲۰۱۰ میلادی، ۱۲٬۴۱۴ نفر بوده‌است.

## در فرهنگ عامه
نام این شهر همزمان با پخش سریال خانه پوشالی بر سر زبانها افتاد
فرانک آندروود اهل این شهر کوچک است